# Brachycerodesmus fuhrmanni
Brachycerodesmus fuhrmanni är en mångfotingart som beskrevs av Carl 1914. Brachycerodesmus fuhrmanni ingår i släktet Brachycerodesmus och familjen Fuhrmannodesmidae. Inga underarter finns listade i Catalogue of Life.